# Pierre de l'Isle
Pour les autres membres de la famille, voir Famille de Lisle.
Pierre de l'Isle, aussi appelé de Lisle ou de Belle-Isle, mort en 1327, était un homme d'église français, évêque de Tréguier.

## Biographie
Maître en théologie, chanoine de Notre-Dame de Paris, archidiacre de Tréguier, il réside à la curie et il est nommé le 16 septembre 1323 au siège de Tréguier par le pape Jean XXII. Il est autorisé à quitter la curie mais il y reste jusqu'à sa mort  en 1327

## Sources
- Pierre Barbier, Le Trégor historique et monumental: étude historique et archéologique sur l'ancien évêché de Tréguier, 1960